# Poznań Challenger 1993
Il Poznań Challenger 1993 è stato un torneo di tennis facente parte della categoria ATP Challenger Series nell'ambito dell'ATP Challenger Series 1993. Il torneo si è giocato a Poznań in Polonia dal 26 luglio al 1º agosto 1993 su campi in terra rossa.

## Vincitori

### Singolare
Andrea Gaudenzi ha battuto in finale  Milen Velev con il punteggio di 6–3, 3–6, 6–3

### Doppio
Michiel Schapers /  Daniel Vacek hanno battuto in finale  Cristian Brandi /  Federico Mordegan con il punteggio di 6–7, 6–4, 7–6